# Districtul Kao Liao
Kao Liao (în thailandeză เก้าเลี้ยว) este un district (Amphoe) din provincia Nakhon Sawan, Thailanda, cu o populație de 34.852 de locuitori și o suprafață de 256,73 km².

## Componență
Districtul este subdivizat în 5 subdistricte (tambon), care sunt subdivizate în 44 de sate (muban).
| Nr. | Nume      | În thailandeză | Sate | Pop.  |
| --- | --------- | -------------- | ---- | ----- |
| 1.  | Maha Phot | มหาโพธิ         | 5    | 5,986 |
| 2.  | Kao Liao  | เก้าเลี้ยว        | 5    | 4,988 |
| 3.  | Nong Tao  | หนองเต่า        | 10   | 6,922 |
| 4.  | Khao Din  | เขาดิน          | 12   | 7,149 |
| 5.  | Hua Dong  | หัวดง           | 12   | 9,798 |